# Орден
О́рден — нагорода (за героїчний вчинок, почесна нагорода, за заслуги або вислугу років).
Походження слова «орден» як знаку має дві версії. Перша від назви середньовічних  духовно-лицарських орденів, що з'являються за часів хрестових походів у XI ст. і існують до XV-XVI ст., втрачаючи свою попередню функцію та перетворюючись на привілейовані об'єднання, членство в уособлював статусний знак (нагорода). Друга — це виниклі у XIV ст. очолені монархами союзи шляхтичів із обмеженим числом членів, обов'язком лицарського служіння і суворого дотримання статуту ордена. 
Як правило, член ордену носив на шиї ознаку своєї належності до ордену — орден. Зовнішній вигляд цієї відзнаки чітко визначався — яке зображення, які кольори стрічок тощо. Знаками належності до ордену, а згодом знаками нагороди були хрести, медальйони або особливі геральдичні фігури.
Найкращим поєднанням ордена як нагороди і ордена як організації є Орден Святого Лазаря
|                 |              |                                              |                         |                         |
| Орден Підв'язки | Орден Будяка | Знак ордена князя Ярослава Мудрого I ступеня | Орден Почесного легіону | Орден Вранішнього Сонця |

## Походження і суть орденських знаків
Багато сучасних європейських орденів є прямими продовжувачами середньовічних — як правило, лицарських — монархічних орденів. Ця правонаступність допомагає зрозуміти витоки і значення системи ордена як нагороди.
Сучасна система ділить ордени на ступені, спираючись на походження ордена як духовно-лицарської організації. Лицарські ордени мали сувору ієрархію, в якій лицар міг займати один із трьох ступенів (в порядку зростання):
- лицар,
- командор,
- магістр (глава ордена).

Назви могли змінюватися від ордена до ордена, але структура в цілому зберігалася. Рідше ордени мали 4 ступені ієрархії (наприклад, додавався нижчий ранг «донатор»: це був не дійсний член ордену, але людина, яка зробила ордену якусь послугу).
Відповідно до цього розрізнялися і носилися знаки ордена. Знаки, які ми сьогодні називаємо орденами, спочатку були лише символами належності до ордену і слугували розрізненням членів ордена за займаним ступенем в ієрархії. Знаком ордена часто стає варіація хреста як символу християнської релігії.

## Різновиди орденів
Основна відмінність орденів полягає в історії походження, в їхньому призначенні і способах мотивації громадян. Дизайн ордена також безпосередньо залежить від вищевказаних імперативів. Усі елементи ордена можуть відрізнятися від ступеня до ступеня, від ордена до ордена за розмірами і дизайном. Єдине загальним для всіх орденів є те, що він надає своєму володареві певні привілеї і повагу співгромадян.